# Erica bolusiae
Espèce
Classification phylogénétique
Erica bolusiae est une espèce végétale de la famille des Ericaceae. C'est une bruyère poussant sur les sols siliceux acides.